# Burrard Saw Mills Indijanci
Burrard Saw Mills Indijanci, jedna od skupina Squawmish Indijanaca koji se spominju 1884. u Can. Ind. Aff. na agenciji Fraser River u kanadskoj provinciji Britanska Kolumbija. Populacija im je te godine iznosila 232.